# 요 태조
요 태조(遼 太祖, 872년 ~ 926년 10월 17일(음력 9월 8일))는 요나라의 초대 황제(재위: 907년 ~ 926년)이다. 이름은 야율아보기(耶律阿保機). 시호는 대성대명신렬천황제(大聖大明神烈天皇帝)이다. '예뤼 아바오지'라고도 알려져 있다.

## 생애
그는 872년 태어났으며 불안한 어린 시절을 보냈다. 그의 조부는 종족간의 갈등으로 피살되었고, 그의 아버지와 삼촌은 달아났다. 야율아보기는 그의 할머니가 숨겨 키웠다.
요련(遙輦) 족은 750년대부터 거란족을 이끄는 부족이었다. 그들은 당나라와 좋은 관계를 유지했으나 9세기말까지는 이라(移喇)족의 지도자가 요련 칸에 불만을 표현하고 있었다. 야율아보기의 부친 야율살랄적(耶律撒剌的)은 이라족의 부족장으로 선출되었다.
야율아보기는 901년과 903년 이라족의 부족장이 되었다. 전 거란 군 사령관인 유웨라 불렸다. 이것은 그가 거란의 2인자임을 의미한다.
당나라의 쇠퇴(오대 십국 시대가 시작되던 시기)를 계기로 야율아보기는 거란족을 통합하여 요나라를 세웠다. 907년 그는 거란의 대가한(大可汗)이 되었다. 그는 중국 북부에서 7개 부족장의 지지를 받았고, 야올리안 대가한의 승인을 받았다.
야율아보기는 916년 황제라 칭하였다. 요하(遼河) 상류인 임황(臨潢)에 도읍하여 국호를 대요(大遼)라 하였다. 922년 고려에 사신을 보냈다. 그는 주위의 나라들에게 조공을 바치도록 하였으며 중국의 문물을 받아들여 한자를 본딴 거란 문자를 창제하였고, 농업을 발달시켰으며, 그 동안 단임제인 황제를 종신제로 하여, 요나라 황실의 기초를 다졌다.
그는 먼저 몽골 지역을 정벌하기 위해 서방 정책을 실시하였으며, 서방 정책이 마무리가 되었을 때인 925년 12월에 발해 정벌을 꾀하여 926년 1월 발해를 멸망시켰다. 정안국 등 발해의 계승국들이 생겨났으나 결국 이 지역은 요나라의 영향권 아래 평정된다.
야율아보기는 발해를 멸망시키고, 거란으로 돌아갔을 때 사망하였다. 요나라 태조가 죽자 그의 부인 술률평(述律平, 『요사(遼史)』에서는 소황후(蕭皇后)로 기록됨)이 잠시 나라를 다스리다가 자신의 둘째아들인 요 태종에게 왕위를 물려주었다.

## 존호
즉위 후에 받은 존호는 천황제(天皇帝)라고 올렸으며, 몇 달 안 돼서 존호를 가상하여 대성대명천황제(大聖大明天皇帝)로 올렸다.

## 가족 관계

### 조부모와 부모
- 조부 : 현조(玄祖) 간헌제(簡獻帝) 야율균덕식(耶律 勻德寔)
- 조모 : 간헌황후(簡獻皇后) 소월리타(蕭月里朶)
  - 부 : 덕조(德祖) 선간제(宣簡帝) 야율살랄적(耶律 撒喇的)
  - 모 : 선간황후(宣簡皇后) 소암모근(蕭巖母斤)

### 후비
| 봉호       | 시호                | 이름(성씨)       | 별칭  | 재위년도      | 생몰년도      | 국구(장인/장모)                     | 능묘       | 비고 |
| ---------- | ------------------- | ---------------- | ----- | ------------- | ------------- | ----------------------------------- | ---------- | ---- |
| 황후(皇后) | 순흠황후 (淳欽皇后) | 술율 평 (述律平) | [ 4 ] | 907년 ~ 927년 | 879년 ~ 953년 | 술율 파고(述律 婆姑) 야율씨(耶律氏) | 조릉(祖陵) |      |
| 궁인(宮人) |                     | 소씨(蕭氏)       |       |               |               |                                     |            |      |

### 황자
| - | 봉호           | 시호                    | 이름                                  | 생몰년도      | 생모             | 별칭  | 비고                   |
| - | -------------- | ----------------------- | ------------------------------------- | ------------- | ---------------- | ----- | ---------------------- |
| 1 | 동단왕(東丹王) | 문무원황왕 (文武元皇王) | 야율도욕(耶律圖欲) 야율배(耶律倍)     | 900년 ~ 937년 | 순흠황후(술율평) | [ 5 ] | [ 6 ]                  |
| 2 | 대원수(大元帥) |                         | 야율요골(耶律堯骨) 야율덕광(耶律德光) | 902년 ~ 947년 | 순흠황후(술율평) |       | 제2대 황제 태종(太宗). |
| 3 | 황태제(皇太弟) | 장숙황제 (章肅皇帝)     | 야율홍고(耶律洪古) 야율이호(耶律李胡) | 911년 ~ 960년 | 순흠황후(술율평) | [ 7 ] | [ 8 ]                  |
| 4 |                |                         | 야율아리과(耶律牙里果)                |               | 궁인 소씨        |       |                        |

### 황녀
| - | 봉호       | 이름               | 생몰년도 | 생모             | 부마           | 별칭 | 비고  |
| - | ---------- | ------------------ | -------- | ---------------- | -------------- | ---- | ----- |
| 1 | 공주(公主) | 야율질고(耶律質古) |          | 순흠황후(술율평) | 소실로(蕭室魯) |      | [ 9 ] |

## 기년
| 태조        | 원년       | 2년        | 3년        | 4년        | 5년        | 6년                 | 7년        | 8년        | 9년        | 10년                |
| ----------- | ---------- | ---------- | ---------- | ---------- | ---------- | ------------------- | ---------- | ---------- | ---------- | ------------------- |
| 서력 (西曆) | 907년      | 908년      | 909년      | 910년      | 911년      | 912년               | 913년      | 914년      | 915년      | 916년               |
| 간지 (干支) | 정묘(丁卯) | 무진(戊辰) | 기사(己巳) | 경오(庚午) | 신미(辛未) | 임신(壬申)          | 계유(癸酉) | 갑술(甲戌) | 을해(乙亥) | 병자(丙子)          |
| 연호 (年號) | -          | -          | -          | -          | -          | -                   | -          | -          | -          | 신책(神冊) 원년     |
| 태조        | 11년       | 12년       | 13년       | 14년       | 15년       | 16년                | 17년       | 18년       | 19년       | 20년                |
| 서력 (西曆) | 917년      | 918년      | 919년      | 920년      | 921년      | 922년               | 923년      | 924년      | 925년      | 926년               |
| 간지 (干支) | 정축(丁丑) | 무인(戊寅) | 기묘(己卯) | 경진(庚辰) | 신사(辛巳) | 임오(壬午)          | 계미(癸未) | 갑신(甲申) | 을유(乙酉) | 병술(丙戌)          |
| 연호 (年號) | 2년        | 3년        | 4년        | 5년        | 6년        | 7년 천찬(天贊) 원년 | 2년        | 3년        | 4년        | 5년 천현(天顯) 원년 |

## 같이 보기
- 요나라
- 송나라
- 거란
- 암바카이 칸